# Trinitatiskirche (Wewelsfleth)

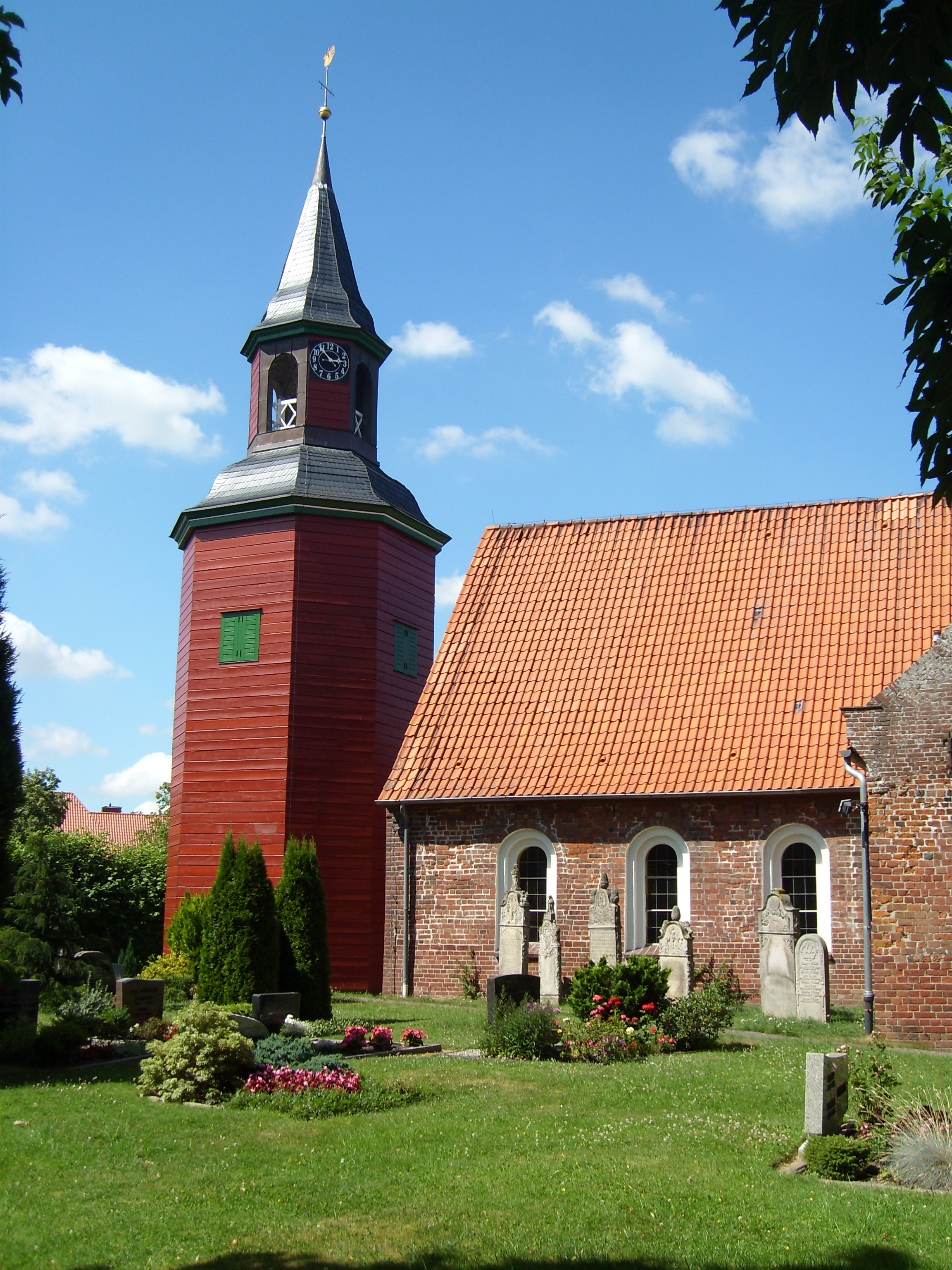
Kirche und Kirchhof

Die Trinitatiskirche in Wewelsfleth ist eine um 1500 gebaute Saalkirche aus Backstein mit hölzerner Tonnendecke.

## Geschichte
Die Kirche wurde 1503 fertiggestellt und 1592 durch einen Anbau erweitert. Der erste Glockenturm war fast 60 m hoch, stürzte jedoch 1648 durch ein Unwetter ein. Der heutige Turm stammt von 1817 und ist 29 m hoch. In den Jahren 1883 und 1964 wurde die Kirche restauriert; der hölzerne Turm von 1817 zuletzt 1993/94.
Zur heutigen evangelisch-lutherische Kirchengemeinde Wewelsfleth gehört auch die St.-Nicolai-Kirche in Beidenfleth.

## Ausstattung
Schnitzaltar, um 1690: Drei  Bildfelder übereinander zeigen Letztes Abendmahl, Kreuzigung und Christus am Ölberg, umgeben von reichem Knorpel- und Akanthusblattwerk. Auf seitlichen Sockeln stehen Statuen der vier Evangelisten, auf der Spitze eine Statue von Christus mit der Siegesfahne. Hinter dem Altar befindet siche eine Empore, der so genannte „Knechtechor“.
Kanzel mit zugehörigem Schalldeckel, datiert 1610, frühes Werk von Jürgen Heitmann dem Älteren.
Die Orgel wurde 1866 von der Orgelbaufirma Marcussen & Søn (Dänemark) errichtet. Das Schleifladen-Instrument hat 13 Register auf zwei Manualen und Pedal. Die Spiel- und Registertrakturen sind mechanisch.
| I Hauptwerk C–f3 |    |
| Principal        | 8′ |
| Rohrflöte        | 8′ |
| Octave           | 4′ |
| Spitzflöte       | 4′ |

| (Fortsetzung) |    |
| Octave        | 2′ |
| Mixtur IV     |    |
| Dulcian       | 8′ |
| Zimbelstern   |    |

| II Positiv C–f3 |    |
| Gedackt         | 8′ |
| Flöte           | 4′ |
| Waldflöte       | 2′ |

| Pedalwerk C–d1 |     |
| Subbass        | 16′ |
| Gedackt Bass   | 8′  |
| Nachthorn      | 2′  |

- Koppeln: II/I, I/P